# Van Canto
Van Canto — немецкая а капелла метал-группа, основанная в 2006 году. Исполняет музыку в стиле, названном самими участниками «а капелла хироу металл» (A Capella Hero Metal). Группа состоит из шести вокалистов и одного барабанщика. Хотя группа и классифицируется как акапелльный ансамбль, они используют именно барабанную установку, а не имитируют барабаны битбоксом.

## Описание
Стиль группы — хеви, пауэр и симфоник-метал, исполняемый в необычном для метала ключе — все партии электрогитар, бас-гитары, клавишных исполняются вокалом. Помимо основных лидирующих вокалистов (Деннис Шунке, Инга Шарф) в группе также присутствуют так называемые «ракка-такка»-вокалисты (Штефан Шмидт, Росс Томпсон), а также «низкий дан-дан»-вокалист Инго Штерцингер (имитация бас-гитары), исполняющие гитарные партии. При пении ими обычно практикуется разделение вокала, при этом низкий «ракка-такка»-вокал (совместно с «бас»-вокалом) исполняет основную ноту в партии, одновременно с ним высокий «ракка-такка»-вокал ведёт квинту исполняемой ноты. При этом оба «ракка-такка»- вокалиста добавляют в голос крэнч, делая акцент на усилении для достижения «дисторшн»-эффекта, зачастую одновременно произносят ритмичные звуки типа «Rakka-takka» (основной) «DAN-DAN-DAN», или «MOM-MOM-MOM» и так далее. При исполнении клавишных партий используется «чистый» голос. Единственные эффекты — Wah-wah и Delay — используются для имитации гитарных соло, в отличие от дебютного альбома, где «ритм-вокалисты» пропускали «чистые» голоса через гитарную примочку, пытаясь добиться эффекта, похожего на дисторшн. Изредка встречаются фрагменты, сыгранные на фортепиано (песня «Master of the Wind») и гитаре («Spelled in Waters»).

## История
В 2006 году сразу после создания группы был выпущен дебютный альбом «A Storm to Come». Альбом включает семь оригинальных композиций, а также кавер-версию «Battery» группы «Metallica» и «Stora Rövardansen» из фильма «Рони, дочь разбойника». Кроме того, были сняты видеоклипы на песни «The Mission», «Battery» и «Rain».
30 сентября 2007 года группа объявила о смене барабанщика: Денниса Штриллингера сменил Бастиан Эмиг. В декабре того же года группа подписала международный контракт со звукозаписывающей компанией Gun Records/Sony BMG. Второй студийный альбом «Van Canto» под названием «Hero» был выпущен 26 сентября 2008 года. После этого группа отправилась в тур по Южной Америке. Выступления проходили в основном в Бразилии, так как эта страна является родиной Инго Штерцингера. Вскоре группа прибыла в Германию, чтобы выступить вживую на фестивале «Wacken» 2008. 8 августа 2008 года синглом была выпущена новая песня «Speed of Light» и после на неё был снят видеоролик.
В конце 2009 в Twilight Hall Studios группа записывает свой третий по счёту альбом, «Tribe Of Force», который был выпущен 24 февраля 2010 года на лейбле «Napalm Records». Альбом содержит 13 треков, среди которых есть каверы на «Grave Digger» и «Metallica». Также ограниченное издание альбома включило в себя дополнительный DVD с записью выступления коллектива на «Wacken Open Air 2008». В записи альбома приняли участие Виктор Смольский, Тони Какко и Крис Болтендал. После этого «Van Canto» на своём официальном сайте сообщили о том, что Тарья Турунен, «Blind Guardian» и «Grave Digger» пригласили коллектив принять участие в записи их новых альбомов («What Lies Beneath», «At the Edge of Time» и «The Clans Will Rise Again» соответственно). Благодаря успеху третьего полноформатного альбома в марте-апреле 2010-го группа отправляется в тур, где выступает хедлайнером на многих летних фестивалях, а также музыканты получили возможность поддерживать «Blind Guardian» в их осеннем туре по Германии. В октябре группа впервые посетила Россию, о чём написала на сайте:

Afterwards we played our first gig in Russia. Moscow loves Rakkatakka! In the meantime we are writing new songs
— сайт "Van Canto"
21 сентября 2010 года «Van Canto» сообщили о сотрудничестве с популярной MMORPG «Runes of Magic» (ролевая многопользовательская игра) для создания видео, основанного на ней. 17 февраля 2011 года «Van Canto» отправляются в студию для создания нового альбома. Четвёртая студийная работа под названием «Break the Silence» выходит в свет 23 сентября. Обычная версия альбома включила в себя 10 композиций, три из которых представляют собой каверы на песни «Sabaton», «Alice Cooper» и «Manowar». Также вышло и ограниченное издание, в которое вошли три дополнительных композиции.
После выпуска альбома музыканты отправляются в турне «The Out of the Dark Tour» вместе с «Tristania», «Serenity», «Xandria» и «Amberian Dawn», которое завершилось 25 октября 2011-го. После небольшого перерыва в декабре 2011 и в январе 2012 года «Van Canto» вновь находятся в турне вместе с «Orden Ogan» и «In Legend». В начале 2013 года группа продлила контракт с «Napalm Records».
Пятый альбом группы под названием «Dawn of the Brave» вышел 7 февраля 2014 года. Он включает в себя 9 оригинальных композиций, а также 4 кавер-версий: «Paranoid» группы «Black Sabbath», «The Final Countdown» группы «Europe», «Holding out for a Hero» Bonnie Tyler, и «Into the West» Annie Lennox. Альбом был представлен на туре с аналогичным названием с первыми выступлениями в Москве (14.02) и Санкт-Петербурге (15.02).
Деннис Шюнке покинул коллектив в 2017 году, его место занял Хаген Хиршманн.

## Состав

### Текущие участники
- Хаген Хиршманн — фронтмен, лидирующий вокал (с 2017)
- Инга Шарф — женский вокал (с 2006)
- Росс Томпсон — высокий «ритм-гитара» вокал (верхние раккатакка вокальные распевки), бэк-вокал (с 2006)
- Штефан Шмидт — низкий вокал, «соло-гитара» (нижние раккатакка вокальные распевки), вокал с использованием дисторшна, бэк-вокал (с 2006)
- Бастиан Эмиг — ударные (с 2007)
- Ян Мориц — низкий «бас-гитара» вокал, бэк-вокал (с 2015)

### Бывшие участники
- Деннис Штриллингер — ударные (2006—2007)
- Инго «Айк» Штерцингер — низкий «бас-гитара» вокал, бэк-вокал (2006—2015)
- Деннис П. Шюнке — фронтмен, лидирующий вокал (2006—2017)

### Сессионные музыканты
- Ханси Кюрш — вокал (для записи песни Take to the Sky из альбома Hero)
- Виктор Смольский — гитара (для записи песни One To Ten из альбома Tribe Of Force)
- Крис Болтендаль — вокал (для записи песни Rebellion из альбома Tribe Of Force)
- Тони Какко — вокал (для записи песни Hearted из альбома Tribe Of Force)
- Йоаким Броден (Sabaton) — вокал (для записи песни «Primo Victoria» из альбома Break the Silence и съёмок клипа на неё)

## Видеография
1. «Battery» (2006)
2. «The Mission» (2007)
3. «Speed Of Light» (8 августа 2008)
4. «Wishmaster» (27 октября 2008)
5. «Kings of Metal (Manovar cover)» (12 января 2010[4])
6. «Lost Forever» (28 января 2010[5])
7. «Last Night of the Kings» (23 марта 2010[6])
8. «Rebellion» (5 августа 2010[7])
9. «Magic Taborea» (24 сентября 2010)
10. «The Seller of Souls» (9 сентября 2011)
11. «Primo Victoria» (29 сентября 2011)
12. «If I Die In Battle» (18 мая 2012)
13. «Badaboom» (13 декабря 2013)
14. «The Bardcall» (18 февраля 2016)